# Mato Ergović
Mato Ergović (Novi Mikanovci, 11. siječnja 1927. – Zagreb, 7. svibnja 2013.) bio je hrvatski kazališni, televizijski i filmski glumac. Bio je iznimno upečatljiv epizodni karakterni glumac i komičar, koji je veći dio glumačke karijere proveo u zagrebačkome Gradskom dramskom kazalištu Gavella. Stamenog držanja i ruralnoga nastupa, odigrao je mnoge (uglavnom epizodne) uloge na filmu, televiziji i u kazalištu. 

## Životopis
Mato Ergović rođen je u Novim Mikanovcima pored Vinkovaca. Glumom se počeo baviti u vinkovačkom Gradskom kazalištu, a nakon završene gimnazije i pedagoškog tečaja nekoliko je godina radio kao učitelj diljem Hrvatske. Potom je upisao zagrebačku Akademiju za kazališnu umjetnost, kod Branka Gavelle, na kojoj 1954. završava studij glume te se zapošljava u Zagrebačkom dramskom kazalištu, današnjoj Gavelli. Tamo ostaje do 1985. kada prelazi u dubrovačko Gradsko kazalište Marina Držića, gdje radi do umirovljenja 1992. godine.
U Gavelli je glumio od prvih predstava tog kazališta, legendarnih Gavellinih režija Krleže, "U logoru" i "Golgota", nakon kojih su uslijedile predstave "O miševima i ljudima", "Krvava svadba", "Vještice iz Salema", "Don Juan" i mnoge druge. Tijekom više od četiri desetljeća odigrao je gotovo 70 uloga, među kojima je posljednja Don Florija u Marinkovićevoj "Gloriji" 1995.
Među ostalim, bio je Tripče u Držićevu "Dundu Maroju", Harry Hope u "I ledar dođe" E. O'Neilla, Biskup u "Gloriji" iz 1970., Debeli purger u Radojevićevom "Kraljevu" M. Krleže, Clotaldo u "Život je san" De la Barce, Cicerone u Krležinom "Areteju", Vitez Toby Rigan u "Na tri kralja" te Kaliban u "Oluji", a igrao je i u Šovagovićevoj drami "Sokol ga nije volio" koja je odigrana 224 puta.
Kao upečatljiv karakterni i komični epizodni glumac ostavio je traga u mnogim gledanim televizijskim serijama, među ostalim, bio je Domenico u "Našem malom mistu", Pučanstvo u "Velom mistu", Kanonik u seriji "U registraturi", velečasni iz "Mačka pod šljemom".
Zapamćen je i po ulogama u mnogim filmovima kojih je snimio šezdesetak, a među kojima su i "Svoga tela gospodar", "Družba Pere Kvržice", "U gori raste zelen bor", "Predstava Hamleta u Mrduši Donjoj", "Povratak", "Sokol ga nije volio", "Maršal", "Tu", "Duga mračna noć".
Nastupao je na Dubrovačkim ljetnim igrama, a od mnogih nagrada koje je osvojio za svoj glumački rad ističe se Nagrada Grada Zagreba 1970.

## Filmografija

### Televizijske uloge
- "Udruženje radoznalih" (1965.)
- "Sumorna jesen" kao zatvorski čuvar (1969.)
- "Sam čovjek" kao Jakov (1970.)
- "Naše malo misto" kao Domeniko (1971.)
- "Diogenes" (1971.)
- "Klupa na Jurjevskom" kao direktor (1972.)
- "Čovik i po" kao Pop Oskopica (1974.)
- "U registraturi" kao Kanonik (1974.)
- "Kapelski kresovi" kao Albert (1976.)
- "Mali buntovnik" (1976.)
- "Nikola Tesla" kao zainteresirani investitor (1977.)
- "Mačak pod šljemom" kao velečasni (1978.)
- "Đavolje sljeme" (1979.)
- "Anno domini 1573" kao Dvorski (1979.)
- "Velo misto" kao Pučanstvo (1980. – 1981.)
- "Nepokoreni grad" kao nadzornik Tučan (1982.)
- "Zamke" kao Subotičanec (1983.)
- "Rade Končar" (1983.)
- "Putovanje u Vučjak" kao Hadrović (1986.)
- "Ptice nebeske" kao vratar (1989.)
- "Tuđinac" (1991.)

### Filmske uloge
- "Opsada" kao Mićo (1956.)
- "Svoga tela gospodar" kao šumar (1957.)
- "Vlak bez voznog reda" kao Markan (1959.)
- "Šest sati ujutro" (1959.)
- "Stakleni paravan" (1959.)
- "Ulica bez izlaza" (1960.)
- "Izgubljena olovka" kao Tomo (1960.)
- "Nepoznati" (1960.)
- "Kurir Tonči-Truba" (1960.)
- "Treći je došao sam" (1961.)
- "Carevo novo ruho" kao Hanibal (1961.)
- "Okus nasilja" kao Diego (1961.)
- "Jutro još nije dan" (1962.)
- "Razarač Zagreb" kao dalmatinski seljak (1962.)
- "Zara" (1963.)
- "Osuđenik Pikviktona" (1963.)
- "Na taraci" (1964.)
- "Mrtvo slovo" (1964.)
- "Vrapčić" (1964.)
- "Pred smrt" (1964.)
- "Obredna ogrlica" (1964.)
- "Kanjoš Mačedonović" (1965.)
- "Sjećanje" (1967.)
- "Protest" kao šofer (1967.)
- "Ljubov Jarovaja" (1967.)
- "Baština" (1969.)
- "Ljubav i poneka psovka" kao Lukin (1969.)
- "Dobro jutro, gospodine Karlek" kao Karlek (1970.)
- "Overnjonski senatori" (1970.)
- "Lift za Karmelu" (1970.)
- "Družba Pere Kvržice" kao Marko (1970.)
- "Fabijen" (1971.)
- "Kratka noć" (1971.)
- "U gori raste zelen bor" kao Nikola Miš (1971.)
- "Poslijepodne jednog fazana" kao slijepi ribič (1972.)
- "Auto trubi, mi smo rodoljubi" kao čelnik policijske postaje (1970.)
- "Lov na jelene" kao Joža Vikulić (1972.)
- "Harmonika" kao Machash Bachi (1972.)
- "Živjeti od ljubavi" kao podvornik (1973.)
- "Kužiš stari moj" kao gazda (1973.)
- "Predstava Hamleta u Mrduši Donjoj" kao Šimurina (1973.)
- "Lov" (1974.) kao Luka
- "Deps" kao policajac u stanici (1974.)
- "Orgulje i vatrogasci" kao velečasni (1974.)
- "Kad puške miruju" (1975.)
- "Hitler iz našeg sokaka" kao kafedžija Đuro (1975.)
- "Glorija" (1975.)
- "Naša stvar" kao krčmar (1975.)
- "Kuća" kao Marko (1975.)
- "Seljačka buna 1573" kao Dvorski (1975.)
- "Tri jablana" kao Anin usvojitelj (1976.)
- "Hajdučka vremena" kao knez Trtonja (1977.)
- "Pucanj" kao Mrđan (1977.)
- "Mećava" kao Marko (1977.)
- "Bombaški proces" (1977.)
- "Istarska rapsodija" kao Mate (1978.)
- "Debeli 'lad" kao Čipe (1978.)
- "Ispit zrelosti" kao žandar Nikola (1978.)
- "Slučaj Filipa Franjića" (1978.)
- "Društvo za iznenadne radosti" (1978.)
- "More" kao Ivan Kuzma (1979.)
- "Čovjek koga treba ubiti" kao Elfin otac Stanko Palikarda (1979.)
- "Povratak" kao Jure (1979.)
- "Dekreti" (1980.)
- "Bog" (1980.)
- "Rodoljupci" (1981.)
- "Snađi se, druže" kao velečasni (1981.)
- "Servantes iz Malog Mista" kao Domenico (1982.)
- "Hoću živjeti" kao Stevo Petrović (1982.)
- "Hildegard" (1983.)
- "Medeni mjesec" kao Čika Mata (1983.)
- "Pod starim krovovima" (1984.)
- "Ambasador" kao gospodin s gitarom (1984.)
- "Anticasanova" kao susjed u liftu (1985.)
- "Sokol ga nije volio" kao Steva (1988.)
- "Čudnovate zgode šegrta Hlapića" kao gostioničar (1997.)
- "Maršal" kao Don Ive (1999.)
- "Tu" kao umirovljenik #1 (2003.)
- "Duga mračna noć" kao Joža (2004.)

### Kazališne uloge
- "Mati" - Premijera: 6. studenoga 1957., Redatelji: Mladen Škiljan i Ivan Šubić
- "Kraljevo" - Premijera: 10. listopada 1970., Redatelj: Dino Radojević
- "Arden od Fevershama" - Premijera: 5. listopada 1969. Redatelj: Tomislav Radić
- "Glorija" - Premijera: 20. ožujka 1970., Redatelj: Božidar Violić
- "Amadeus" - Premijera: 28. svibnja 1981., Redatelj: Želimir Mesarić
- "Glorija" - Premijera: 21. listopada 1995., Redatelj: Petar Veček

## Vanjske poveznice
- www.gavella.hr – Mato Ergović (životopis)
- HRT Radio Dubrovnik – Preminuo glumac Mate Ergović  Arhivirana inačica izvorne stranice od 31. prosinca 2017. (Wayback Machine)
- www.slobodnadalmacija.hr – Damir Šarac: Adio mister Domeniko, adio šjor Pučanstvo!
- Mate Ergović u internetskoj bazi filmova IMDb-u (engl.)